# Les Vinyes (Marfà)

Les Vinyes, respecte del terme de Castellcir

Les Vinyes és una masia del terme municipal de Castellcir, a la comarca catalana del Moianès. Pertany a l'enclavament de la Vall de Marfà, antiga parròquia de Sant Pere de Marfà, que tingué ajuntament propi entre el 1812 i el 1827, abans d'unir-se en primera instància amb Santa Coloma Sasserra i després, el 1847, amb Castellcir.
Està situada en el sector oriental de l'enclavament de la Vall de Marfà, prop del límit amb Moià, al nord de la masia del Saiolic i a llevant de la casa de Marfà. És a l'interior d'una península formada pels meandres del Torrent de la Fàbrega i de la Riera de Castellnou just abans que s'uneixin per formar la Riera de Marfà. És l'únic indret on el terme de la Vall de Marfà -Castellcir- passa al marge dret del Torrent de la Fàbrega i a l'esquerre de la Riera de Castellnou.
L'accés més practicable per a aquesta masia és des de la Coma de Sant Jaume, masia del terme municipal de Moià situada a ponent de la Carretera de Castellterçol a Moià (C-59), aproximadament a mig camí entre aquestes dues poblacions.
Està documentada des del 1497.